# Mimoruza nigriceps
Mimoruza nigriceps là một loài bướm đêm trong họ Noctuidae.